# Parada de Jou
La Parada de Jou és una partida del terme municipal de la Torre de Cabdella, dins del seu terme primigeni, al Pallars Jussà.
Està situada al nord del terme, al bell mig dels estanys més importants de la zona lacustre de la Torre de Cabdella. És al bell mig de l'Estany Gento (sud-est), del Frescau (est-nord-est), de Mar i de Colomina (nord-est), Xic de Colomina (nord), Tort (nord-oest), Fosser (oest) i pantà de Sallente (sud-oest).